# Religioni in Sudafrica
Il cristianesimo è la religione più diffusa in Sudafrica. Dopo il 2001 il censimento non ha più chiesto l'appartenenza religiosa, che viene determinata con stime e sondaggi. Stime del Pew Research Center riferite al 2010 danno i cristiani all'81,2% della popolazione, i musulmani all'1,7% della popolazione, gli indù all'1,1% della popolazione e coloro che non seguono alcuna religione al 14,9%, mentre l'1,1% della popolazione segue altre religioni, comprese le religioni africane tradizionali. Secondo un sondaggio realizzato nel 2016 dall'Agenzia Nazionale per le Statistiche del Sudafrica, i cristiani rappresentano il 78,5% della popolazione; il 4,8% della popolazione segue le religioni africane tradizionali; l'1,2% della popolazione professa l’islam; lo 0,8% della popolazione segue l'induismo; il 2,5% della popolazione segue altre religioni; l'11% della popolazione non segue alcuna religione e l'1,2% della popolazione non specifica la propria affiliazione religiosa.
La costituzione riconosce la libertà di religione e proibisce le discriminazioni religiose. Per le organizzazioni religiose la registrazione non è obbligatoria, ma è richiesta per gestire conti in banca e per avere agevolazioni fiscali. Nelle scuole pubbliche l'insegnamento della religione non è obbligatorio ma è consentito.

## Religioni presenti

### Cristianesimo
Secondo il sondaggio statistico del 2016, la maggioranza dei cristiani sudafricani sono protestanti (circa il 32,5% della popolazione); il 27,5% della popolazione appartiene alle Chiese indipendenti africane; i cattolici sono il 6,5% della popolazione; gli ortodossi sono lo 0,1% della popolazione, i cristiani di altre denominazioni sono il 7,4% della popolazione e i cristiani non denominazionali sono il 4% della popolazione.
I gruppi protestanti presenti in Sudafrica comprendono anglicani, metodisti, pentecostali, luterani, calvinisti, battisti,  presbiteriani, congregazionalisti e avventisti del settimo giorno. La maggioranza dei protestanti del Paese (il 15,5%) appartiene a gruppi pentecostali e il rimanente 17% agli altri gruppi protestanti; tra questi ultimi, i più numerosi sono i metodisti, seguiti dai calvinisti e dagli anglicani. 
La Chiesa cattolica è presente in Sudafrica con 5 sedi metropolitane, 20 diocesi suffraganee, 1 vicariato apostolico e 1 ordinariato militare.  
Fra i gruppi afferenti al cristianesimo orientale, sono presenti in Sudafrica la Chiesa greco-ortodossa e la Chiesa ortodossa copta. 
Fra i cristiani di altre denominazioni, sono presenti la Chiesa apostolica del Sudafrica, i Testimoni di Geova e Chiesa di Gesù Cristo dei Santi degli Ultimi Giorni (i Mormoni). 
In Sudafrica ci sono inoltre alcune Chiese cristiane indipendenti, che si sono staccate da altre denominazioni cristiane, principalmente protestanti. La maggiore di queste Chiese è la Chiesa cristiana di Sion, seguita dalla Chiesa battista di Nazareth.

### Religioni africane
La religione africana tradizionale del Sudafrica è basata principalmente sulle credenze dei popoli Khoisan e Zulu, che credono in una divinità suprema (come Unkulunkulu degli Zulu), in divinità intermedie associate con fenomeni naturali e negli spiriti. I seguaci delle religioni tradizionali credono che gli spiriti degli antenati mantengano una connessione con i loro discendenti. In alcuni sistemi di credenze Khoisan si offrono sacrifici alla divinità suprema, ma in altri si preferisce non adorare direttamente la divinità suprema per timore di provocare la reazione negativa della sua controparte cattiva e si indirizza il culto ai propri antenati, che fanno da intermediari con l'essere supremo e proteggono i loro discendenti. La religione tradizionale è spesso praticata insieme al cristianesimo, creando una forma di sincretismo religioso.

### Islam
I primi musulmani ad arrivare in Sudafrica sono stati schiavi, prigionieri politici ed esiliati da Paesi africani ed asiatici (soprattutto l'Indonesia); in un secondo tempo, la comunità musulmana è stata incrementata da immigrati musulmani arrivati per lavoro dall'India e dal Pakistan. I musulmani sudafricani sono in maggioranza sunniti, con minoranze di sciiti e ahmadiyya.

### Induismo
I sudafricani di religione induista sono principalmente discendenti di immigrati dall'India venuti a lavorare nelle piantagioni durante il periodo coloniale britannico. Gli indù sono presenti principalmente nella provincia del KwaZulu-Natal.

### Altre religioni
In Sudafrica sono presenti ebrei, bahai e buddhisti; quest’ultima religione è stata introdotta da immigrati cinesi. Sono presenti anche seguaci di nuovi movimenti religiosi, tra cui il rastafarianesimo.